# Callimerus dulcis
Callimerus dulcis là một loài bọ cánh cứng trong họ Cleridae. Loài này được Wolcott miêu tả khoa học đầu tiên năm 1852 bởi Westwood.